# Lijst van rijksmonumenten in Poortvliet
De plaats Poortvliet telt 12 inschrijvingen in het rijksmonumentenregister. Hieronder een overzicht.
| Object                                                                                    | Oorspronkelijke functie?  | Bouwjaar                   | Architect | Locatie               | Coördinaten?                 | Nr.?   | Afbeelding                                                                                |
| ----------------------------------------------------------------------------------------- | ------------------------- | -------------------------- | --------- | --------------------- | ---------------------------- | ------ | ----------------------------------------------------------------------------------------- |
| Sint-Pancratiuskerk                                                                       | Kerk en kerkonderdeel     | midden 15e eeuw            |           | Kerkplein 1           | 51° 32' 41" NB, 4° 8' 37" OL | 35375  | Meer afbeeldingen                                                                         |
| Toren Sint-Pancratiuskerk                                                                 | Kerk en kerkonderdeel     | midden 14e eeuw            |           | Kerkplein bij 1       | 51° 32' 41" NB, 4° 8' 36" OL | 35376  | Meer afbeeldingen                                                                         |
| De Korenaar                                                                               | Industrie- en poldermolen | 1710                       |           | Molenstraat 38 A      | 51° 32' 37" NB, 4° 8' 54" OL | 35377  | Meer afbeeldingen                                                                         |
| Boerderij tegenover het kerkterrein                                                       | Boerderij                 | eind 18e of begin 19e eeuw |           | Noordstraat 9         | 51° 32' 41" NB, 4° 8' 34" OL | 35378  | Meer afbeeldingen                                                                         |
| Pachtland                                                                                 | Woonhuis                  | 1758                       |           | Priestermeetpolder 1  | 51° 35' 10" NB, 4° 8' 42" OL | 35379  | Meer afbeeldingen                                                                         |
| Boerderij met wit geverfd woonhuis onder rood pannen zadeldak                             | Boerderij                 | 1784                       |           | Zuidstraat 12         | 51° 32' 37" NB, 4° 8' 41" OL | 35380  | Meer afbeeldingen                                                                         |
| Schuur                                                                                    | Boerderij                 |                            |           | Zuidstraat bij 12     | 51° 32' 38" NB, 4° 8' 43" OL | 35381  | Schuur                                                                                    |
| Boerderij behorend tot de zeeuwse schuurgroep en volgens jaartalankers tegen de oostgevel | Boerderij                 | 1792                       |           | Schelphoekseweg 3     | 51° 31' 38" NB, 4° 7' 57" OL | 494110 | Boerderij behorend tot de zeeuwse schuurgroep en volgens jaartalankers tegen de oostgevel |
| Coupure                                                                                   | Waterkering en -doorlaat  | 1894                       |           | Lange Zandweg bij 8   | 51° 31' 37" NB, 4° 8' 59" OL | 496096 | Coupure                                                                                   |
| Stoomgemaal Oosterschelde: voormalige stoomgemaal                                         | Gemaal                    | 1910                       |           | Schelphoekseweg 1     | 51° 31' 32" NB, 4° 8' 13" OL | 527465 | Meer afbeeldingen                                                                         |
| Stoomgemaal Oosterschelde: schoorsteen                                                    | Gemaal                    | 1910                       |           | Schelphoekseweg bij 1 | 51° 31' 33" NB, 4° 8' 13" OL | 528152 | Meer afbeeldingen                                                                         |
| Stoomgemaal Oosterschelde: dienstwoning                                                   | Gemaal                    | 1910                       |           | Schelphoekseweg 1     | 51° 31' 32" NB, 4° 8' 13" OL | 528153 | Meer afbeeldingen                                                                         |